# لوسيا جيمنيز
لوسيا جيمنيز (بالإسبانية: Lucía Jiménez)‏ ممثلة إسبانية من مواليد 21 نوفمبر 1978، شاركت في العديد من الأفلام أشهرها فيلم La Buena Vida من أخراج ديفيد تروبا، وقد أصبحت معروفة جدا بفضل المسلسل التلفزيوني Al salir de clase مثل العديد من الممثلين الإسبانيين الشباب من نفس جيلها.

## وصلات خارجية
- لوسيا جيمنيز على موقع IMDb (الإنجليزية)
- لوسيا جيمنيز على موقع ألو سيني (الفرنسية)
- لوسيا جيمنيز على موقع ميوزك برينز (الإنجليزية)
- لوسيا جيمنيز على موقع أول موفي (الإنجليزية)
- لوسيا جيمنيز على موقع ديسكوغز (الإنجليزية)
- لوسيا جيمنيز على موقع قاعدة بيانات الفيلم (الإنجليزية)
- لوسيا جيمنيز على موقع كينوبويسك (الروسية)